# Stora Höga
Stora Höga – miejscowość (tätort) w Szwecji, w regionie administracyjnym (län) Västra Götaland, w gminie Stenungsund.
Według danych Szwedzkiego Urzędu Statystycznego liczba ludności wyniosła: 2846 (31 grudnia 2015), 2876 (31 grudnia 2018) i 2907 (31 grudnia 2019).